# ISS Ekspedition 2
ISS Ekspedition 2 var den anden tur med besætning der skulle bo i længere tid på Den Internationale Rumstation (ISS). Rumstationen modtog beboerne 10. marts 2001. 
Besætningen blev opsendt d. 8. marts 2001 med rumfærgen   Discovery (STS-102) fra Kennedy Space Center i Florida. Den seks måneder lange tur om bord på ISS blev afsluttet 22. august 2001 og retur med rumfærgen Discovery (STS-105).

## Missionen
Under ekspeditionen blev flere videnskabelige eksperimenter  fragtet op til ISS, bl.a. en Human Research Facility, to EXPRESS-Rack, en af disse indeholdt Active Rack Isolation System og Payload Equipment Restraint System. Systemerne skal i rumstationens levetid støtte en lang række eksperimenter som måske kan være med på at forbedre livet på Jorden. Systemerne skulle også benyttes til Destiny-modulet der ankom til ISS i februar 2001.
Et hovedfokus under ekspeditionen var at få en bedre forståelse af hvordan man kan beskytte mennesker mod stråling mens de arbejder og lever i rummet. Stråling i høje doser over lange perioder kan skade menneske-celler eller skade centralnervesystemet og øge forekomsten af kræft.
Missioner i forbindelse med ekspeditionen:
- STS-102, landing for ISS Ekspedition 1, ISS Ekspedition 2 ankommer
- STS-100, montering af Canada-arm2.
- Sojuz TM-32, forsyninger og besøg af Dennis Tito
- STS-104 montering af Quest Joint Airlock på ISS.
- STS-105 hjemrejse for ISS Ekspedition 2, ISS Ekspedition 3 ankommer

### Besætning
- Jurij Vladimirovitj Usatjov , ISS kaptajn  (RKA)
- Susan Helms , flymaskinist (NASA)
- James Voss , flymaskinist (NASA)

Reserve besætningen var ISS Ekspedition 4
Se også:
- Den Internationale Rumstation
- Besøgende til den Internationale Rumstation
- Bemandede rumflyvninger
- Sojuz-programmet

- Installation af Canadarm2